# Gironella (kommun)
Gironella är en kommun i Spanien.   Den ligger i provinsen Província de Barcelona och regionen Katalonien, i den östra delen av landet, 500 km öster om huvudstaden Madrid. Antalet invånare är 5 063. Arean är 6,8 kvadratkilometer. Gironella gränsar till Olvan och Casserres. 
Terrängen i Gironella är huvudsakligen platt.